# مایک تاد
مایک تاد (انگلیسی: Mike Todd؛ ۲۲ ژوئن ۱۹۰۹ – ۲۲ مارس ۱۹۵۸) یک تهیه‌کننده اهل ایالات متحده آمریکا و برنده جایزه اسکار بود.